# Волоколамското шосе
Волоколамското шосе е повест на Александър Бек и представлява едно от най-важните произведения на писателя. Написана е през 1942 до 1944 г. В нея са отразени подвигът на войниците и офицерите от 1-ви батальон на 316-а дивизия на генерал Иван Панфилов, които се сражават с хитлеристките войски под Москва на Волоколамското направление през есента и зимата на 1941 г. в битката при Москва.
От една страна книгата описва организацията и възпитаването на батальона, участващ в боевете и поведението на командира, а от друга страна тактиката на боевете под Москва.
Произведението се състои от четири повести и представлява разказът на старши лейтенант Баурджан Момиш-Ули. Това е реално съществуваща личност, по-късно предложен за Герой на Съветския съюз, но наградата е дадена посмъртно през 1990 г. Първите две части са написани през 1941 до 1943 г. и издадени през 1944 г. През 1960 г. Александър Бек написва и продължението в две части: „Няколко дни“ и „Резервът на генерал Панфилов“. Преведената на български от Ал. Пешев книга съдържа само първите две части. През 1962 г. е направен нов превод на четирите части на романа от Сидер Флорин.